# Фрэнсис против Ресвебера
Фрэнсис против Ресвебера (Штат Луизиана как представитель Фрэнсиса против Ресвебера англ. State of Louisiana Ex Rel. Francis v. Resweber) 329 U.S. 459 (1947) — дело, в котором Верховный Суд США дал разъяснение относительно того, является ли повторное приведение смертной казни в исполнение, если её не удалось произвести с первого раза, нарушением Конституции США, а именно пятой и восьмой поправок.

## Обстоятельства дела
Уилли Фрэнсис был приговорён к смертной казни на электрическом стуле за убийство. По неизвестной причине, вероятнее всего, из-за технической неисправности, казнь не удалась — пропущенный через тело ток не убил Фрэнсиса.
Молодой адвокат Бертран Деблан (англ. Bertrand DeBlanc) обратился в Верховный суд.

## Решение
Большинство (5 против 4) судей сошлось в том, что повторное исполнение смертной казни не представляло собой ни двойное наказание, ни жестокое и необычное наказание. Фрэнсис был казнён через год после первой неудачной попытки.
Мнение большинства было подготовлено Стенли Ридом. К нему присоединились Председатель суда Винсон и члены Хьюго Блэк и Роберт Джексон. Феликс Франкфуртер разошёлся в аргументации.

### Особое мнение
К особому мнению Гарольда Бертона присоединились Уильям Дуглас, Фрэнк Мерфи и Уайли Ратлидж. В своём особом мнении Бертон поднял вопрос о том, какое количество повторений нужно для того, чтобы признать их жестоким и необычным наказанием.